# Домналл Миди
Домналл Миди (Домналл мак Мурхада; др.‑ирл. Domnall Midi, Domnall mac Murchada; умер 20 ноября 763) — король Миде (до 763) и верховный король Ирландии (743—763). Первый верховный король из рода Кланн Холмайн, ветви Южных Уи Нейллов.

## Биография

### Происхождение
Хотя Домналл Миди продолжительное время правил королевством Миде, а затем носил титул верховного короля Ирландии, средневековые исторические источники содержат не очень много сведений о его жизни.
Домналл был сыном короля Миде Мурхада Миди и Айльпин (или Айльбин), дочери Комгалла мак Сарана. Своё прозвище — «Миди» — Домналл получил по своей родине, королевству Миде. Его братьями были Кайрпре (умер в 749 году) и, вероятно, Брессал (убит в 764 году). Король Мурхад был убит в 715 году Коналлом Грантом из рода Сил Аэдо Слане. В сообщении о смерти Мурхада Миди в ирландских анналах он называется «королём Уи Нейллов». Этим подразумевается, что Мурхад был в это время главой всех Южных Уи Нейллов и в этом качестве был признан тогдашним верховным королём Ирландии Фергалом мак Маэл Дуйном из рода Кенел Эогайн.

### Король Миде
О том, кто был непосредственным преемником короля Мурхада Миди на престоле королевства Миде, в средневековых источниках точных данных не сохранилось. В списках правителей этого королевства из «Лейнстерской книги» и трактата «Laud Synchronisms» сообщается, что после Мурхада властью сначала овладели Диармайт и Айрметах, а затем Аэд и Колгу. Однако известно, что все они погибли в сражении при Биле Тенеде ещё в 714 году. Вероятно, что в это время Домналл Миди был ещё слишком молод, чтобы претендовать на реальную власть над королевством. Предполагается, что престолом Миде овладел какой-либо другой представитель рода Южных Уи Нейллов. Это мнение подтверждается и тем, что, хотя в 720-х годах в Ирландии происходили крупные вооружённые конфликты, вызванные междоусобной борьбой как среди Южных, так и среди Северных Уи Нейллов, об участии в них Домналла ничего не известно. Первое упоминание Домналла Миди как о самостоятельно действовавшем правителе в ирландских анналах относится только к 730 году, когда сообщается о его пребывании в лагере, разбитом им на землях королевства Брега.
В 733 году король Мунстера Катал мак Фингуйне вторгся в королевство Миде. Он дошёл до резиденции верховных королей Ирландии в Тайльтиу и разбил здесь лагерь, но потерпел поражение от войска Домналла Миди и был вынужден отступить. На обратном пути на родину мунстерцы нанесли у Тлахгты поражение войску септа Кланн Холмайн Бикк, возглавлявшемуся Фолламаном мак Кон Конгалтом.
В 739 году в неустановленном точно месте, называвшемся Бодбрайт, была полностью уничтожена огнём часть домашнего имущества Домналла Миди. О том, кто был поджигателем, исторические источники не сообщают.
К 740 году относится сообщение ирландских анналов о том, что Домналл Миди стал клириком. Вероятно, временное удаление Домналла в монастырь стало результатом его сильной религиозности.

### Верховный король Ирландии

Ирландия в VIII — первой трети IX века

В 743 году в королевство Миде вторглось войско верховного короля Ирландии Аэда Аллана из рода Кенел Эогайн и его союзников из Айргиаллы. Анналы ничего не сообщают ни о поводе конфликта, ни о причинах, побудивших Домналла Миди возвратиться к светской жизни. Возможно, это было вызвано конфликтом между Аэдом Алланом и принадлежавшим к Южным Уи Нейллам правителем Бреги Конайнгом мак Амалгадо, в котором Домналл поддержал своих дальних родичей из Сил Аэдо Слане. В произошедшем сражении, по одним данным, состоявшемся у местечка Маг Серед (около Келса), по другим — на землях современного графства Лонгфорд, Домналл Миди одержал крупную победу. На поле боя пали король Аэд и множество айргиалльцев, включая правителей септов Айртир, Уи Хремтайнн, Уи Макк Уайс и короля Конайлли Муиртемне Фаллаха.
После гибели Аэда Аллана титул верховного короля Ирландии перешёл к Домналлу Миди, который стал первым верховным королём из рода Кланн Холмайн. В то же время, в записях «Анналов Ульстера» от 744 года сообщается, что после победы над Аэдом Алланом Домналл снова удалился в свою обитель. Вероятно, он вскоре возвратился к светской жизни. По свидетельству этого же источника, умерший в 747 году Флатбертах мак Аэдо носил титул «король Севера», что предполагает признание его в таком качестве и верховным королём.
В анналах почти отсутствуют сведения о деятельности Домналла Миди в период с середины 740-х по начало 760-х годов. В отличие от Аэда Аллана, он поддерживал дружественные отношения с королями Лейнстера из рода Уи Дунлайнге. Сообщается, что в 753 году Домналл и аббат Айоны Слейбине мак Конгайл утвердили «закон Колумбы». Таким образом, Домналл Миди заложил основу политики представителей своего рода Кланн Холмайн, оказывавших покровительство обители на острове Айона.
Правление верховного короля Домналла Миди характеризуется в исторических источниках как период спокойствия и мира. В анналах содержится только одно упоминание о ведшихся им войнах. В 756 году возглавляемое им войско его союзников-лейнстерцев совершило поход в земли септа Конайлли Муиртемне. Вероятно, эти действия были направлены против агрессии рода Кенел Эогайн, стремившегося расширить свои владения до восточного побережья Ирландии.
Домналл Миди скончался 20 ноября 763 года. Его тело было похоронено в покровительствовавшемся его семьёй аббатстве Дарроу. После его смерти титул верховного короля перешёл к правителю Айлеха Ниаллу Фроссаху, а власть над королевством Миде — к дальнему родственнику Домналла, Фолламану мак Кон Конгалту из рода Кланн Холмайн Бикк.
Несмотря на его покровительство Домналла Миди аббатству Айона, не все средневековые церковные источники положительно оценивали личность короля Домналла Миди. Так, писавший в лейнстерском монастыре в Таллахте Энгус Клоненахский негативно относился к королю Домналлу, включая его в число монархов, притеснявших церковь и достойных только презрения.

### Семья
Домналл Миди от брака с коннахткой Айльпин (или Айльбин), дочерью Айлиля мак Кенн Фаэлада, имел пять сыновей и, по крайней мере, одну дочь. Его сыновьями были верховный король Ирландии Доннхад Миди, король Миде Муйредах, а также Диармайт Чёрный (погиб в 764 году), Мурхад (погиб в 765 году) и Индрехтах (умер в 797 году). Дочь Домналла, Эйтне, была супругой короля Лейнстера Брана Ардхенна, и была вместе с мужем убита 6 мая 795 года.